# Lecania cuprea
Lecania cuprea är en lavart som först beskrevs av A. Massal., och fick sitt nu gällande namn av van den Boom & Coppins. Lecania cuprea ingår i släktet Lecania och familjen Ramalinaceae.  Arten är reproducerande i Sverige. Inga underarter finns listade i Catalogue of Life.